# Metynnis orinocensis
A Metynnis orinocensis a sugarasúszójú halak (Actinopterygii) osztályának pontylazacalakúak (Characiformes) rendjébe, ezen belül a pontylazacfélék (Characidae) családjába tartozó faj.

## Előfordulása
A Metynnis orinocensis előfordulási területe Dél-Amerikában van. A legnagyobb állománya a venezuelai Orinoco folyó medencéjében található meg.

## Életmódja
Trópusi és édesvízi hal, amely a nyíltabb vizeket kedveli.